# Інформатик
Інформатик  (нім. Informatiker, англ. computer scientist) — учений, що вивчає інформатику, науку про теоретичні основи інформації й обчислень та їх застосування.
Інформатики, як правило, працюють над теоретичною складовою комп'ютерних систем, на відміну від апаратної частини, на якій переважно зосереджені комп'ютерні інженери (хоча ці складові частково збігаються). Попри те, що інформатик може займатись і роботою в конкретній галузі (наприклад, алгоритми та структури даних, розробка і проєктування, розробка програмного забезпечення, теорія інформації, теорія баз даних, теорія складності обчислень, чисельний аналіз, теорія мов програмування, комп'ютерна графіка, комп'ютерний зір), його основним полем діяльності є теоретичні дослідження обчислювальної техніки, на яких ґрунтуються ці галузі.
Основне завдання інформатиків — розробити або перевірити моделі, часто математичні, для опису властивостей комп'ютерних систем (процесори, програми, комп'ютери, які взаємодіють з людьми, комп'ютери, які взаємодіють з іншими комп'ютерами тощо) із загальною метою пошуку системи, яка дає корисні переваги (швидше, менше, дешевше, точніше тощо).

## Освіта
Більшість інформатиків повинні мати ступінь доктора, магістра або бакалавра в галузі комп'ютерних наук чи подібних галузях, таких як інформація і комп'ютерні науки, або тісно пов'язаних дисциплінах, як математика або фізика. Для програміста важливою є схильність до математики.
Для інформатика важливі також хороші комунікативні навички, оскільки ключова роль хорошого вченого — це передавання результатів для використання іншими; як правило, за допомогою добре підготовлених публікацій та презентацій. Крім того, оскільки інформатики часто працюють в командах над реальними проєктами, вони повинні мати можливість ефективно спілкуватися з комп'ютерним персоналом, таким як програмісти й менеджери, а також з користувачами або іншим персоналом, який може не мати технічного досвіду роботи з комп'ютером.

### Галузі спеціалізації
- Теоретична інформатика, зокрема структури даних і алгоритми, теорія обчислень, теорія інформації та теорія кодування, теорія мов програмування і формальні методи
- Комп'ютерні системи, зокрема комп'ютерна архітектура і комп'ютерна інженерія, аналіз продуктивності комп'ютерів, паралелізм та розподілені обчислення, комп'ютерні мережі, комп'ютерна безпека і криптографія, а також бази даних.
- Застосування комп'ютера, зокрема комп'ютерна графіка і візуалізація, взаємодія людини з комп'ютером, наукові обчислення і штучний інтелект.
- Розробка програмного забезпечення — застосування системних методів розробки програмного забезпечення.

## Зайнятість
Інформатиків часто наймають фірми, які випускають програмне забезпечення, науково-дослідні і дослідно-конструкторські організації, де вони розробляють теорії, що дозволяють створювати нові технології. Інформатики також працюють в освітніх установах, таких як університети. Інформатики можуть більш практично застосувати свої знання, займаючись розробкою програмного забезпечення тощо. Їх можна зустріти як у галузі консалтингу щодо інформаційних технологій, так і з математики, зважаючи на те, як галузь пов'язана з математикою. Інформатики, що працюють у промисловості, можуть переходити на управлінські посади або керувати проєктами.
Вважається, що інформатики мають хороші перспективи працевлаштування. Це, зокрема, пояснюється дуже швидким зростанням галузі проєктування комп'ютерних систем та супутніх послуг, а також сфери розробки програмного забезпечення, яка, за прогнозами, є однією з найдинамічніших галузей економіки.